# Шпалт
Шпалт (њем. Spalt) град је у њемачкој савезној држави Баварска. Једно је од 16 општинских средишта округа Рот. Према процјени из 2010. у граду је живјело 5.041 становника. Посједује регионалну шифру (AGS) 9576147.

## Географски и демографски подаци
Шпалт се налази у савезној држави Баварска у округу Рот. Град се налази на надморској висини од 309 метара. Површина општине износи 55,7 km². У самом граду је, према процјени из 2010. године, живјело 5.041 становника. Просјечна густина становништва износи 90 становника/km².

## Међународна сарадња
| Мјесто        | Држава   | Врста сарадње | Од    |
| ------------- | -------- | ------------- | ----- |
| Сент Клауд    | САД      | партнерство   | 2006. |
| Бад Зауербрун | Аустрија | партнерство   | 1966. |
| Извор         |          |               |       |